# César Labarre
César Orlando Labarre (Holmberg, Provincia de Córdoba, 6 de mayo de 1968) es un ex futbolista argentino que jugaba en la posición arquero, jugó, entre otros en Belgrano de Córdoba y en San Lorenzo de Almagro.
Debutó en Primera División el 26 de junio de 1988, frente a Racing, en la cancha de Vélez Sarsfield, por la final de la Liguilla Pre-Libertadores de ese año, ingresando por expulsión de Chilavert.
En San Lorenzo disputó 48 partidos hasta 1993, año en que pasó a Belgrano de Córdoba, equipo con quien jugó en Primera División y con quien descendió a la Primera B Nacional en 1996.
En 1997 pasó a Deportes Tolima equipo donde casi no jugó y, según sus propias palabras, nunca le pagaron.
Recién a mediados de 1998 volvió a jugar profesionalmente al fútbol cuando firmó con Nueva Chicago. Allí pasó por uno de los momentos por los que más se lo recuerda, en un partido frente a Arsenal de Sarandí, convirtió un gol de palomita.
En 1999 retornó a Belgrano de Córdoba donde permaneció por una temporada, para luego pasar a  Estudiantes de Buenos Aires en el año 2000.
En 2001 pasó a Racing  de Córdoba para, un año más tarde ser trasferido a General Paz Juniors, donde, en 2003, se retiró del profesionalismo.

## Clubes
| Club                        | País      | Año         |
| --------------------------- | --------- | ----------- |
| San Lorenzo                 | Argentina | 1987 - 1993 |
| Belgrano                    | Argentina | 1993 - 1996 |
| Deportes Tolima             | Colombia  | 1997 - 1998 |
| Nueva Chicago               | Argentina | 1998 - 1999 |
| Belgrano                    | Argentina | 1999 - 2000 |
| Estudiantes de Buenos Aires | Argentina | 2000 - 2001 |
| Racing de Córdoba           | Argentina | 2001 - 2002 |
| General Paz Juniors         | Argentina | 2002 - 2003 |